# Molophilus crimensis
Molophilus crimensis là một loài ruồi trong họ Limoniidae. Chúng phân bố ở miền Cổ bắc.